# Sebastian Otoa
Sebastian Otoa (Roskilde, 13 maggio 2004) è un calciatore danese, difensore del Genoa.

## Carriera

#### Aalborg
Dopo aver trascorso i primi anni di giovanili nel Copenhagen e nel Roskilde, entra a far parte dell'Aalborg nell'estate del 2021, ma la sua avventura con la squadra biancorossa viene inizialmente condizionata da alcuni infortuni. Rientra in azione nella primavera del 2022, giocando anche alcune partite della squadra di riserva.
Viene convocato per la sua prima partita di Superliga danese l'11 settembre 2022 contro il Lyngby Boldklub, subentrando al 29' del primo tempo per l'infortunio di Lars Kramer.  Il 12 luglio firma un nuovo contratto con l'Aalborg fino a giugno 2027.

#### Genoa
Il 16 gennaio 2025 passa a titolo definitivo al Genoa , firmando un contratto triennale.
Esordisce in Serie A il 23 aprile 2025 contro la Lazio, rimediando però un cartellino rosso dopo appena 22 minuti di gioco.

## Statistiche

### Presenze e reti nei club
Statistiche aggiornate al 3 agosto 2025.
| Stagione        | Squadra         | Campionato      | Campionato | Campionato | Coppe nazionali | Coppe nazionali | Coppe nazionali | Coppe continentali | Coppe continentali | Coppe continentali | Altre coppe | Altre coppe | Altre coppe | Totale | Totale |
| Stagione        | Squadra         | Comp            | Pres       | Reti       | Comp            | Pres            | Reti            | Comp               | Pres               | Reti               | Comp        | Pres        | Reti        | Pres   | Reti   |
| --------------- | --------------- | --------------- | ---------- | ---------- | --------------- | --------------- | --------------- | ------------------ | ------------------ | ------------------ | ----------- | ----------- | ----------- | ------ | ------ |
| 2022-2023       | Aalborg         | SL              | 1+5        | 0          | CD              | 3               | 0               | -                  | -                  | -                  | -           | -           | -           | 9      | 0      |
| 2023-2024       | Aalborg         | 1D              | 14+8       | 2          | CD              | 2               | 0               | -                  | -                  | -                  | -           | -           | -           | 24     | 2      |
| 2024-gen.2025   | Aalborg         | SL              | 10         | 0          | CD              | 1               | 0               | -                  | -                  | -                  | -           | -           | -           | 11     | 0      |
| Totale Aalborg  | Totale Aalborg  | Totale Aalborg  | 38         | 2          |                 | 6               | 0               |                    | -                  | -                  | -           | -           | -           | 44     | 2      |
| gen.-giu. 2025  | Genoa           | A               | 3          | 0          | CI              | 0               | 0               | -                  | -                  | -                  | -           | -           | -           | 3      | 0      |
| Totale Genoa    | Totale Genoa    | Totale Genoa    | 3          | 0          |                 | 0               | 0               |                    | -                  | -                  | -           | -           | -           | 3      | 0      |
| Totale carriera | Totale carriera | Totale carriera | 41         | 2          |                 | 6               | 0               |                    | 0                  | 0                  |             | 0           | 0           | 47     | 0      |

### Cronologia presenze e reti in nazionale
| Cronologia completa delle presenze e delle reti in nazionale ― Danimarca under 21 | Cronologia completa delle presenze e delle reti in nazionale ― Danimarca under 21 | Cronologia completa delle presenze e delle reti in nazionale ― Danimarca under 21 | Cronologia completa delle presenze e delle reti in nazionale ― Danimarca under 21 | Cronologia completa delle presenze e delle reti in nazionale ― Danimarca under 21 | Cronologia completa delle presenze e delle reti in nazionale ― Danimarca under 21 | Cronologia completa delle presenze e delle reti in nazionale ― Danimarca under 21 | Cronologia completa delle presenze e delle reti in nazionale ― Danimarca under 21 |
| Data                                                                              | Città                                                                             | In casa                                                                           | Risultato                                                                         | Ospiti                                                                            | Competizione                                                                      | Reti                                                                              | Note                                                                              |
| --------------------------------------------------------------------------------- | --------------------------------------------------------------------------------- | --------------------------------------------------------------------------------- | --------------------------------------------------------------------------------- | --------------------------------------------------------------------------------- | --------------------------------------------------------------------------------- | --------------------------------------------------------------------------------- | --------------------------------------------------------------------------------- |
| 6-9-2024                                                                          | Reykjavík                                                                         | Islanda under 21                                                                  | 4 – 2                                                                             | Danimarca under 21                                                                | Qual. Europeo Under-21 2025                                                       | -                                                                                 | 64’                                                                               |
| 18-6-2025                                                                         | Košice                                                                            | Danimarca under 21                                                                | 2 – 2                                                                             | Finlandia under 21                                                                | Europeo Under-21 2025                                                             | -                                                                                 | 76’                                                                               |
| Totale                                                                            |                                                                                   | Presenze                                                                          | 2                                                                                 |                                                                                   | Reti                                                                              | 0                                                                                 |                                                                                   |